# Pfarrkirche Zeiselmauer

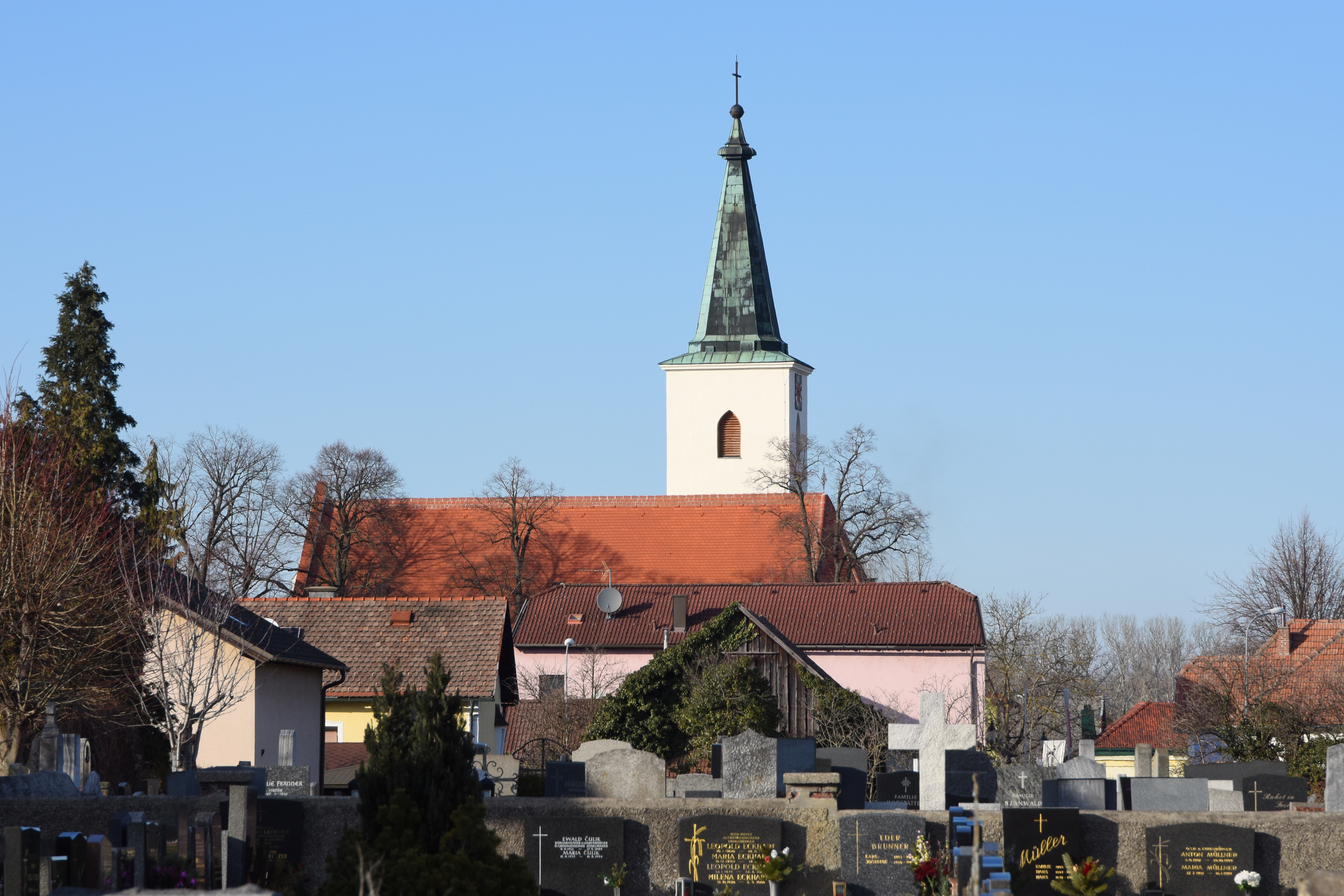
Katholische Pfarrkirche Unbefleckte Empfängnis Mariens in Zeiselmauer

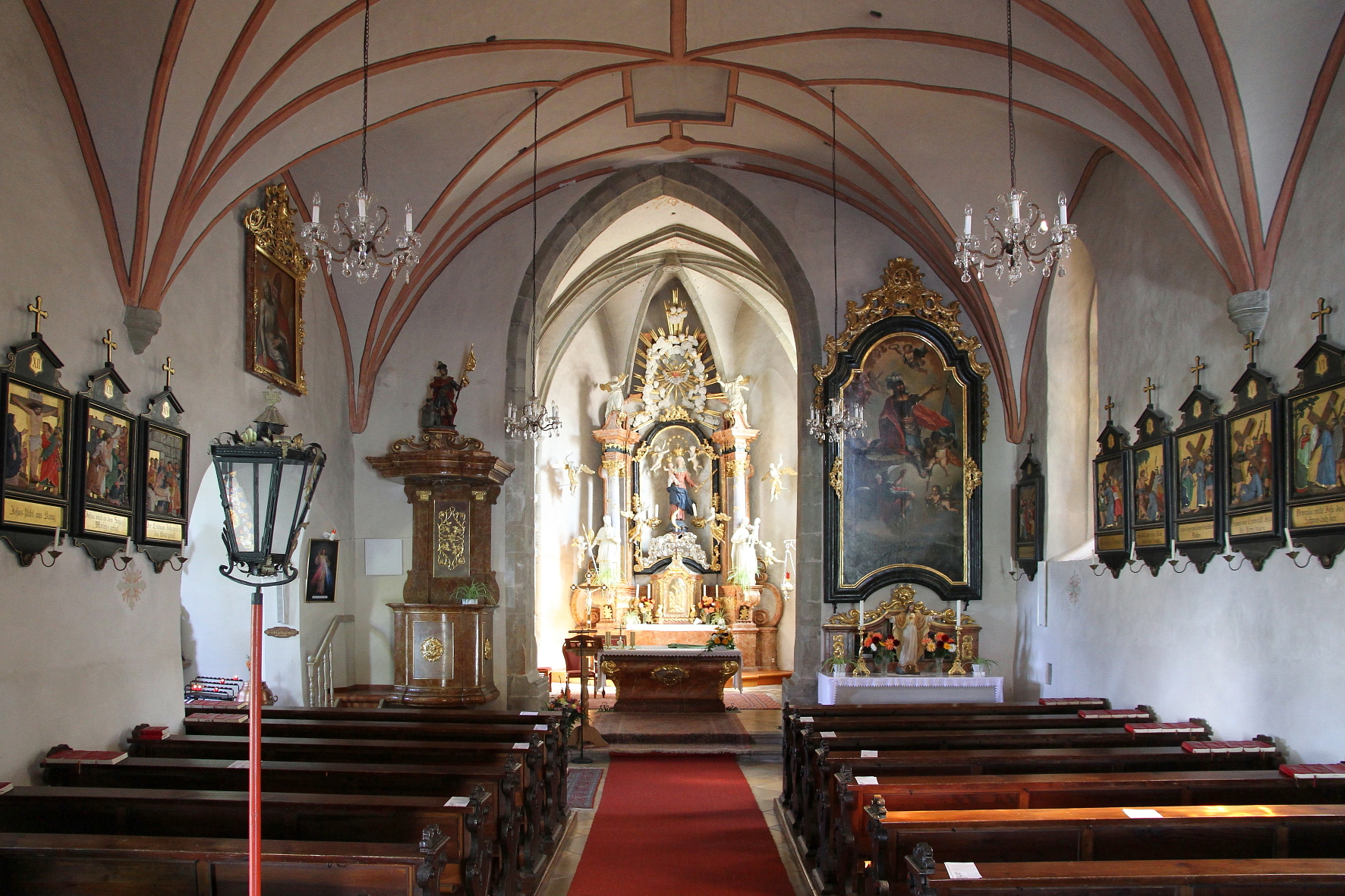
Langhaus, Blick zum Chor

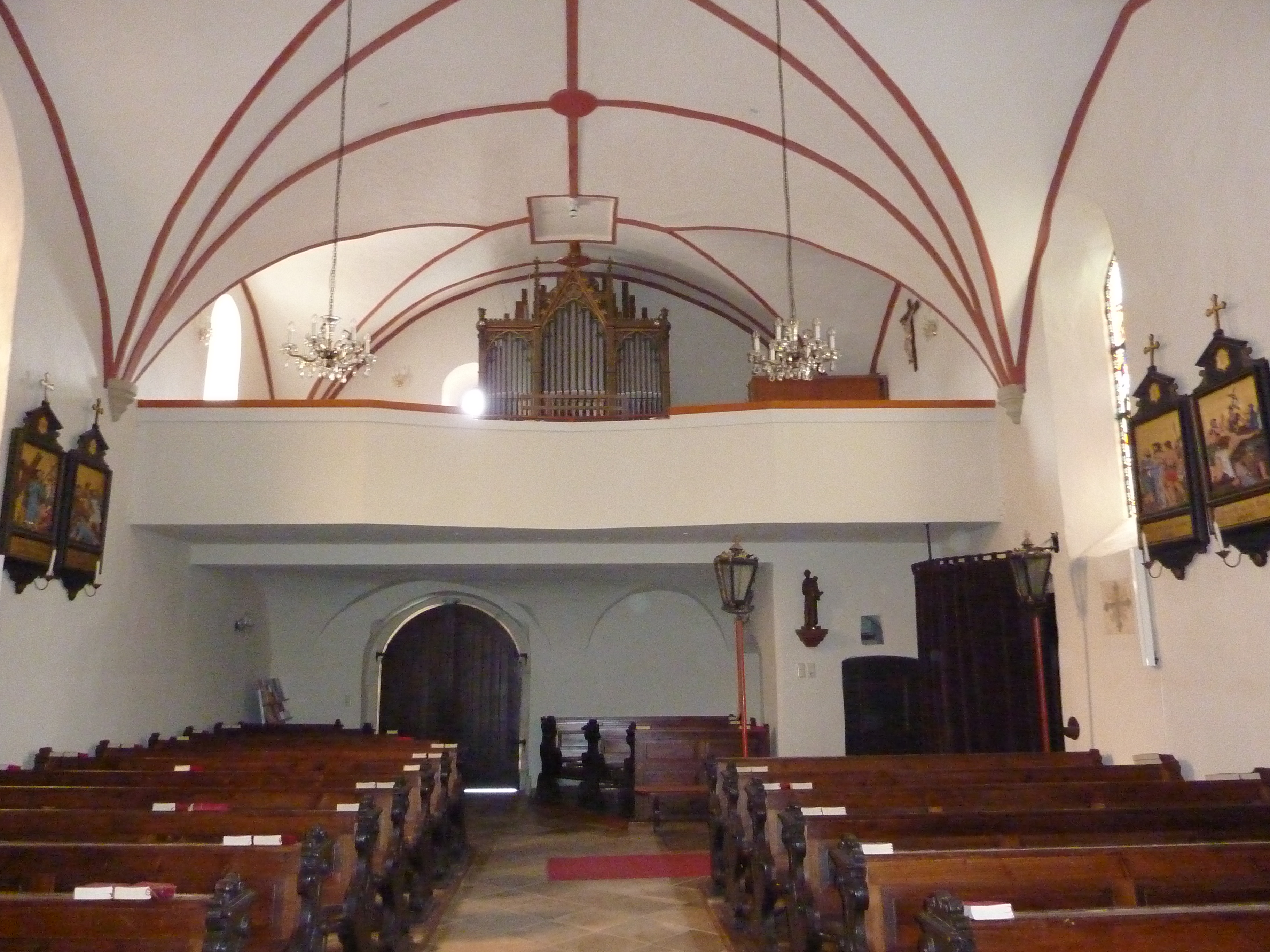
Langhaus, Blick zur Empore

Die römisch-katholische Pfarrkirche Zeiselmauer steht auf dem Kirchenplatz der Ortschaft Zeiselmauer der Gemeinde Zeiselmauer-Wolfpassing im Bezirk Tulln in Niederösterreich. Die dem Patrozinium Unbefleckte Empfängnis Mariens unterstellte Pfarrkirche gehört zum Dekanat Tulln in der Diözese St. Pölten. Die Kirche steht unter Denkmalschutz (Listeneintrag).

## Geschichte
Urkundlich wurde 1349 eine Kirche als Vikariat der Pfarrkirche St. Andrä vor dem Hagental genannt. Um 1400 eine Pfarrkirche, war die Kirche ab 1568 wieder eine Filialkirche. Im Jahr 1683 entstanden Kriegsschäden. Die Kirche wurde 1783 wieder zur Pfarrkirche. 1805 und 1809 entstanden Kriegsschäden.
Im Jahr 1981 wurden Reste eines römischen Kommandogebäudes (Kastell Zeiselmauer) und darauf Reste einer spätkarolingische Saalkirche mit einem geosteten Rechteckchor entdeckt.

## Architektur
Der Saalbau mit einem gotischen Chor und einem dominierenden gotischen Nordturm hat barocke Anbauten.
Das schlichte Langhaus hat Strebepfeiler und Spitzbogenfenster mit Maßwerkresten, der asymmetrisch gesetzte Haupteingang in der westlichen Giebelfront hat eine barocke ausgerundete Rahmung, an der Südseite gibt es ein verstäbtes vermauertes Schulterportal und an der Nordseite ein kleines Eselsrückenportal. Der eingezogene Chor hat abgetreppte Strebepfeiler und östlich vermauerte Fenster mit Maßwerkresten aus dem zweiten Viertel des 14. Jahrhunderts. Der gotische Turm im nördlichen Chorwinkel mit gefasten Schlitzfenstern und spitzbogigen neugotischen Schallfenstern trägt einen achtseitigen Pyramidenhelm von 1856. Nördlich am Langhaus steht ein barocker Kapellenanbau von 1684/1686 auf einer rundbogigen Nischen-Stützmauer, die Kapelle hat Rundbogenfenster und westlich ein Rechteckportal mit einem Steingewände. Im südlichen Chorwinkel steht ein frühbarocker niedriger Sakristeianbau von 1683 in einer Querachse nach Süden mit einem kapellenartigen Dreiseitschluss und Rundbogenfenstern mit Faschen.
Das Kircheninnere zeigt einen dreijochigen Saalraum mit einem Putzrippengewölbe mit rechteckigen Blend-Scheitelfeldern, einer Halbkreistonne, diagonale Streifenpaare, Kuppen und Konsolen aus dem Anfang des 16. Jahrhunderts. Die gemauerte Orgelempore ist korbbogenunterwölbt. Der Triumphbogen ist spitzbogig. Der einjochige Chor mit einem Fünfachtelschluss hat ein Kreuzrippengewölbe auf Einzeldiensten mit profilierten Kapitellen und Schlusssteinen. In der Chorsüdwand befindet sich eine flachbogige Sitznische und eine Eisenplattentür zur Sakristei, in der Chornordwand gibt es ein Schulterportal in einem spitzbogigen Feld zur Turmtreppe. Im nordöstlichen Langhaus befindet sich eine breite Spitzbogenöffnung mit einer barocken Seitenkapelle mit einem Stichkappengewölbe und im Schluss mit drei Stichkappen mit stuckierten Köpfen an den Gewölbeansätzen. Es gibt ein barockes Marmor-Lavabo mit einem wasserspeienden Löwenkopf und gesprengtem Volutenaufsatz mit der Inschrift Pfarrer Georg Weh von St. Andrä 1679.

## Ausstattung
Die Wandmalerei im Chor entstand im Anfang des 15. Jahrhunderts, die Darstellungen zeigen nordseitig Gottvater thronend und Maria, Arkaden sowie bekrönendes Rankenwerk, südseitig Erzengel Michael mit der Seelenwaage, Rötelzeichnungen in spontanem Strich und Apostelkreuze.
Die Glasmalerei von 1893/1895 zeigt die Heiligen Altmann, Florian und Josef.

## Einrichtung
Der Hochaltar um 1740 wurde 1810 aus dem ehemaligen kaiserlichen Frauenstift in Tulln hierher übertragen, das Säulenretabel mit einem Tabernakel trägt mittig eine polychromierte barocke Statue Mondsichelmadonna von 1697 und Köpfe aus dem 15. Jahrhundert und seitlich barocke Statuen hl. Altmann und Muttergottes. Der vorgezogene sarkophagförmige Altartisch mit einer Kartusche mit der Inschrift „Maria“ dient als Volksaltar.
Die Orgel baute Leopold Breinbauer 1904 in einem neugotischen Gehäuse.

## Grabdenkmäler
Innen
- Gedenktafel in schlichten Formen mit Allianzwappen für die Gräfin Johanna von Clary-Aldringen von 1818.
- Inschrifttafel vom ehemaligen Friedhof 1643.